# Runda Uruguay
Runda Uruguay a fost o rundă de negocieri comerciale care s-a desfășurat între septembrie 1986 și aprilie 1994 și a dus la transformarea GATT (General Agreement on Tariffs and Trade) în OMC (Organizarea Mondială a Comerțului). A fost inițiată la Punta del Este în Uruguay (de unde și numele) și au fost urmată de negocieri la Montreal, Geneva, Bruxelles, Washington, D.C. și Tokyo. La final au fost semnate 20 de acorduri - Acordul de la Marrakesh.
Au participat 125 de țari. S-au negociat teme referitoare la produse industriale sau agricole, textile, servicii financiare, probleme ale proprietății intelectuale și mișcări de capital; s-a prăbușit aproape tot comerțul, inclusiv produsele biologice inovatoare, software-ul sau tratamentele medicale ale SIDA. A fost cea mai mare afacere comerciala care a existat în istoria umanității.
În anumite momente părea condamnata la eșec, dar Runda Uruguay a dat naștere in final la cea mai mare reformă a sistemului mondial de comerț de la crearea GATT. Pe 15 aprilie 1994, Miniștrii celor 125 de țări participante au semnat Acordul într-o reuniune celebrată la Marrakech (Maroc). 
Întârzierea a avut anumite avantaje. A făcut posibil ca anumite afaceri să avanseze mai mult decât părea posibil, de exemplu, unele aspecte ale serviciilor și proprietății intelectuale și chiar crearea OMC. Dificultatea de a ajunge la un acord asupra unui ansamblu global de rezultate care va include practic toata gama problemelor comerciale actuale a făcut ca unii sa creadă că o negociere la aceasta scară nu ar fi niciodată posibilă. Acum însă, acordurile de la Runda Uruguay includ calendare pentru celebrarea de noi negocieri asupra diverselor probleme. Și în 1996, unele țări au propus liber celebrarea unei noi runde la începutul următorului secol. Răspunsurile au fost diferite; totuși, Acordul de la Marrakech pentru care s-a creat OMC, conține efectiv compromisuri de a redeschide negocierile asupra diferitelor teme spre sfârșitul secolului.